# Mathilde d'Anjou
Mathilde d'Anjou (vers 1110 - 31 mai 1155, abbaye de Fontevraud) est une abbesse angevine. Fille de Foulques V d'Anjou et d'Erembourg du Maine, elle a été l'épouse de Guillaume Adelin.

## Biographie
Elle est fiancée en 1113 au successeur du roi d'Angleterre Guillaume Adelin, seul fils légitime d’Henri Ier Beauclerc. En mai 1119, à neuf ans, le mariage est célébré à Lisieux.
Le 25 novembre 1120, Guillaume Adelin, en route vers l'Angleterre, meurt dans le naufrage de la Blanche-Nef. Veuve, Mathilde décide de prendre le voile en 1129 à Fontevraud après le départ de son père pour la croisade la même année. Elle en devient la seconde abbesse dans l'histoire de l'abbaye en 1149, après la mort de Pétronille de Chemillé. Vers 1152, elle reçoit la visite d'Aliénor d'Aquitaine, tout juste mariée à son neveu, Henri II. Elle fait intervenir le pape en 1154 afin de stopper le départ des moines de l'abbaye qui refusaient de se soumettre à une femme. Elle meurt le 31 mai 1155.